# Nicolaas van Arkel
Nicolaas van Arkel (ook wel Nicolaas Oem van Arkel) (overleden 1345) was een 14e-eeuwse Utrechtse ridder. Hij was rentmeester van Jan van Arkel, bisschop van Utrecht, zijn neef. Naar alle waarschijnlijkheid zal daar zijn bijnaam Oom van Arkel aan ontleend zijn.
Hij verving zijn broer  Jan III van Arkel  in 1324, totdat diens zoon  Jan IV van Arkel oud genoeg was om heer van Arkel te zijn.
Nicolaas (Claes) van Arkel wordt verder vermeld in 1329, 1332 en 1334, in laatstgenoemd jaar ook als Nicolaas Oem van Arkel. In 1332 werd hij vermeld in een oorkonde van graaf Willem van Henegouwen. Op 6 november 1334 droeg hij op aan de graaf van Holland zijn huis en gezaat in Emmikhoven.
"Claes Oem van Arcle" sneuvelde op 26 september 1345 in de Slag bij Stavoren, waar hij streed onder graaf Willem IV van Holland, die eveneens omkwam tegen de Friezen. Men schatte het verlies van de Hollanders op 3700 man. Zijn naam komt voor in een heldengedicht, die de heraut van Gelre in het Wapenboek Gelre op deze slag maakte. De goederen te Emmikhoven kwamen op 9 november 1359 aan Jan IV van Arkel.
Nicolaas Oem van Arkel voerde het Arkelse wapen: In zilver twee beurtelings gekanteelde rode dwarsbalken met een uitgeschulpte blauwe zoom.
Nicolaas was een zoon van Jan II van Arkel. Hij was gehuwd met Lisabeth Heynricxdr. van Emmecoven.  Uit het huwelijk van Nicolaas Oem van Arkel en Lisabeth van Emmecoven kwamen minstens drie zonen voort, Nicolaas Oem van Sevender, Jan Oem en Jean die Wert.
Nicolaas Oem van Arkel werd vaak door de oudere geschiedschrijvers verward met Claes Oem, ambachtsheer van Dubbeldam, die gehuwd was met Johanna van Arkel van Bokhoven.